# پفنستیل (زوریخ)
پفنستیل (به لاتین: Pfannenstiel) یک کوه در سوئیس است که در کانتون زوریخ واقع شده‌است. پفنستیل ۸۵۳ متر بالاتر از سطح دریا واقع شده‌است.